# 5 квітня
5 квітня — 95-й день року (96-й у високосні роки) в григоріанському календарі. До кінця року залишається 270 днів.

## Свята і пам'ятні дні

### Міжнародні
- Міжнародний день супу.
- День чистої карми. (2005) Мета заходів полягає в просуванні переробки і повторного використання відходів.

### Національні
- Південна Корея: Соллаль. Свято озеленення — було встановлене у зв'язку з кампанією відновлення корейських лісів. Цього дня багато жителів країни беруть участь у роботах з озеленення своїх районів, висадки лісу в горах.
День холодної їжі або Хансік.
- Малайзія,  Гонконг,  Макао,  Тайвань: китайське Свято Цинмін — свято чистоти і ясності — пов'язане з настанням ясних і світлих днів.
- США: Національний день карамелі, День чиказької піци і Національний день пластинок з родзинками і спеціями.

### Професійні
- США: День приймального адміністратора госпіталю.

### Іменини
✝  Католицькі:
✙ Православні: Марко, Теодора.

## Події
- 56 до н.е. — у Луці проходить урочиста зустріч тріумвірів Гая Юлія Цезаря, Марка Ліцинія Красса і Гнея Помпея (Перший тріумвірат)
- 919 — почалося друге вторгнення фатімідів до аббасидського Єгипту.
- 1340 — арабський флот розбив іспанську ескадру в Гібралтарській протоці.
- 1398 — німці вибили піратів (віталійських братів) з острова Готланд.
- 1536 — імператор Священної Римської імперії Карл V влаштував собі останній в історії тріумф (урочистий в'їзд до Риму).
- 1614 — в Королівстві Англія починає засідати «тухлий парламент» (англ. Addled Parliament), який назвуть так через те, що він не ухвалить жодних законопроєктів.
- 1710 — у молдавському місті Бендери укладено договір між гетьманом Запорозького війська, старшиною й українським козацтвом. Сам документ отримав назву «Пакти й конституції законів і вольностей Війська Запорозького», а пізніше історики назвали його Бендерською конституцією або Конституцією Пилипа Орлика (за ім'ям гетьмана, що укладав документ).
- 1722 — голландський мореплавець Якоб Роггевен відкрив острів Пасхи.
- 1792 — Джордж Вашингтон вперше в історії США застосував президентське вето.
- 1793 — Жан-Поль Марат обраний президентом якобінського клубу.
- 1795 — було укладено перший Базельський мир між Францією та Пруссією.
- 1814 — після вступу військ союзників — Росії, Пруссії, Австрії та Великої Британії — до Парижу французький імператор Наполеон I зрікся престолу. Союзники зберегли за ним титул імператора й віддали йому у володіння острів Ельба.
- 1815 — почалося виверження вулкана Тамборо (Тамбора) на острові Сумбава (нині Індонезія). Виверження тривало до 12 квітня, спричинило загибель майже 4900 осіб і знаменитий «рік без літа» (за приблизними підрахунками, вулкан викинув із себе 1,7 млн т уламків і попелу).
- 1818 — війна за незалежність Чилі: армія Хосе де Сан-Мартіна та Бернардо О'Гіґґінса перемогла іспанських роялістів.
- 1902 — на стадіоні «Айброкс» (Глазго, Шотландія) обрушилася дерев'яна трибуна, унаслідок чого 25 осіб загинуло, ще 517 було поранено.
- 1913 — Нільс Бор завершив першу з трьох статей, що сформували успішну атомну модель, на якій побудована стара квантова теорія.
- 1919 — французькі окупаційні війська залишили Одесу.
- 1919 — польські війська без суду та слідства стратили 35 єврейських жителів Пінська.
- 1933 — указ, підписаний Ф. Д. Рузвельтом, забороняв американцям володіти золотом (обмеження діяло до 1974 р.).
- 1933 — захопленням парламенту почалася Андоррська Революція.
- 1941 — за добу до нападу німецько-італійських військ на Королівство Югославія у Москві уклали радянсько-югославський договір про дружбу та ненапад.
- 1941 — британські війська вступили в Аддис-Абебу, столицю окупованої фашистською Італією Абіссинії.
- 1942 — Адольф Гітлер у своїй директиві затвердив задум плану, що мав на меті вивести СРСР із Другої світової війни.
- 1945 — почалося повстання грузинських легіонерів на острові Тесел (окуповані Німеччиною Нідерланди).
- 1946 — радянські війська покинули острів Борнгольм, що знаходився під їхньою окупацією з початку травня 1945.
- 1951 — перше застосування апарата штучного кровообігу при відкритій кардіотомії в Міннеаполісі, Міннесота.
- 1951 — американське подружжя Джуліус і Етель Розенберг були засуджені до смертної кари за звинуваченнями у шпигунстві на користь СРСР.
- 1956 — американські хіміки Маршалл Гейтс — молодший[en] та Гільг Чуді здійснили повний синтез морфіну.
- 1971 — у журналі «Le Nouvel Observateur» був опублікований «Маніфест трьохсот сорока трьох» з вимогою декриміналізації абортів у Франції.
- 1974 — був опублікований роман «Керрі» — перший твір Стівена Кінга.
- 1976 — на площі Тяньаньмень відбувся інцидент 5 квітня.
- 1980 — з нагоди пʼятої річниці смерті Чан Кайші відбулося відкриття меморіалу на його честь.
- 1992 — у ході Боснійської війни розпочалась облога Сараєва — найдовша облога в сучасній історії та одна з наймасштабніших облог міста у світовій історії загалом.
- 1998 — у Японії відкрили Великий міст протоки Акасі, який став найдовшим підвісним мостом у світі.
- 2001 — Верховна Рада ухвалила Кримінальний кодекс України.
- 2017 — у Німеччині в складі Бундесверу заснований новий рід військ — кібервійська, 13.500 службовців.

## Народились

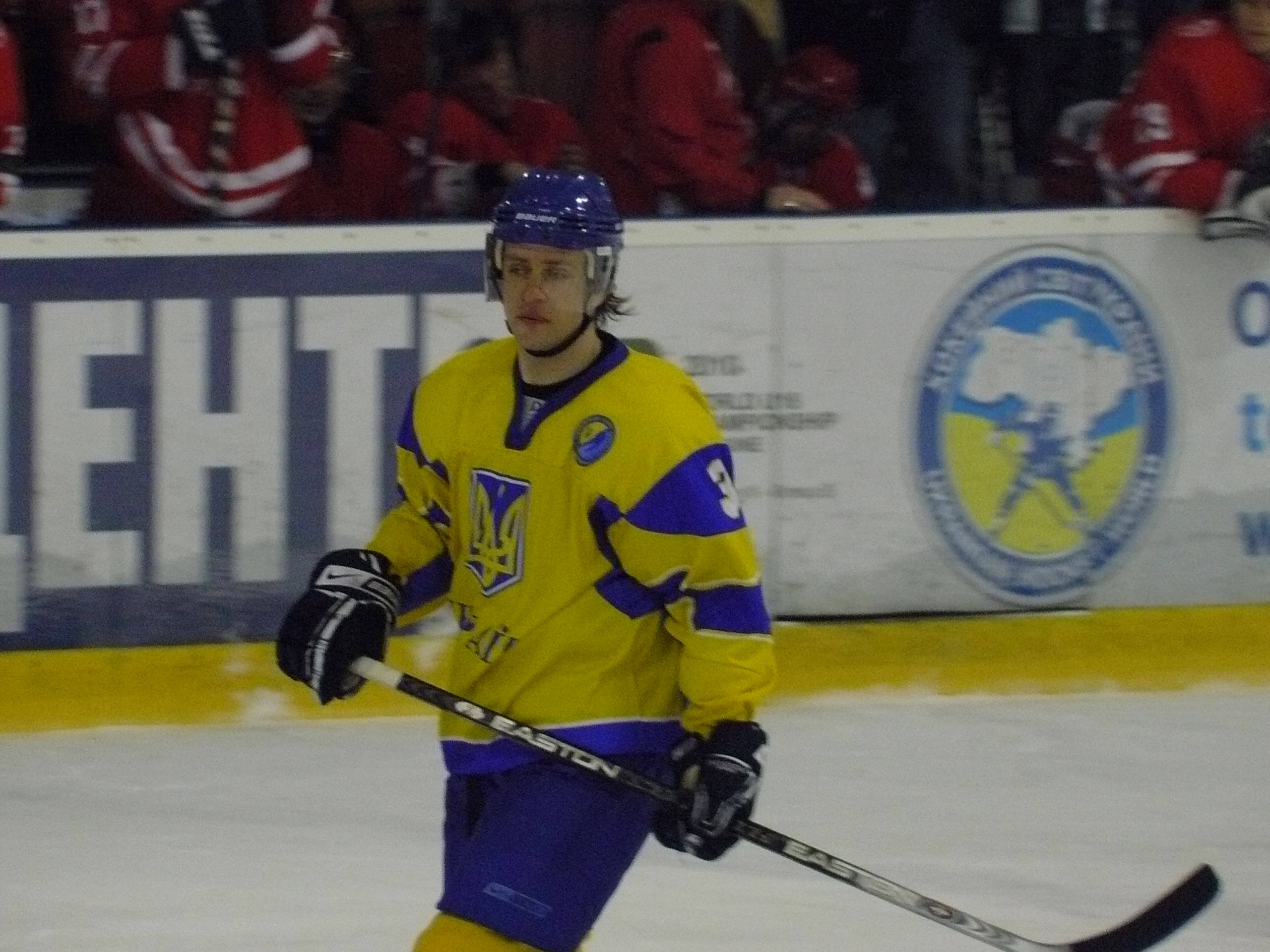
Сергій Климентьєв

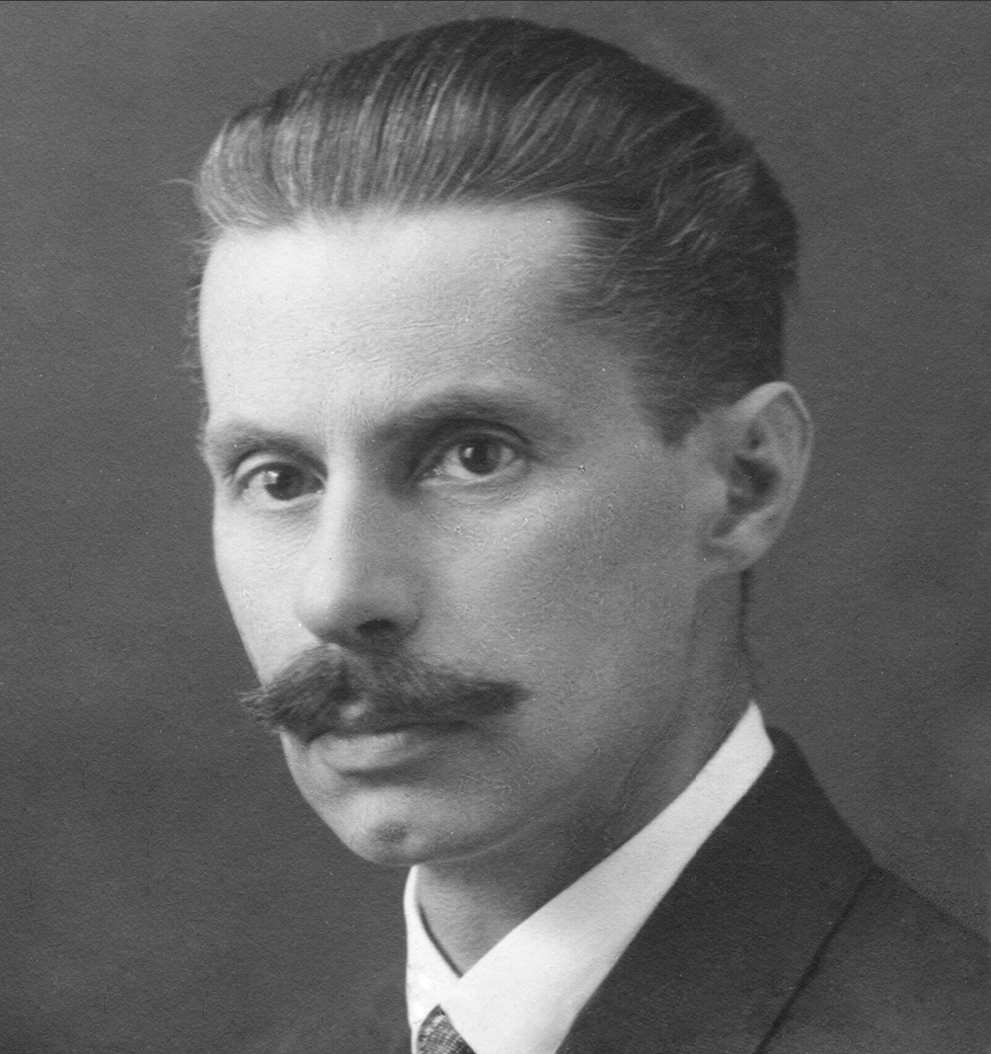
В'ячеслав Липинський

Дивись також Категорія:Народились 5 квітня
- 1568 — Папа Римський Урбан VIII, заступник мистецтв і наук, який віддав до суду інквізиції Галілео Галілея та Томмазо Кампанеллу.
- 1588 — Томас Гоббс, англійський філософ.
- 1622 — Вінченцо Вівіані, італійський математик, фізик.
- 1727 — Паскуале Анфоссі, італійський композитор.
- 1732 — Жан-Оноре Фраґонар, французький художник.
- 1784 — Луї Шпор, німецький скрипаль, композитор, диригент і педагог, один з перших представників романтичного стилю в музиці. Вважається також, що саме Л. Шпор запровадив диригентську паличку.
- 1788 — Франц Пфорр, німецький художник-романтик.
- 1811 — Жуль Дюпре, французький художник, представник Барбізонської школи, один із засновників французького реалістичного пейзажу.
- 1827 — Джозеф Лістер, британський хірург, увів у медичну практику антисептики.
- 1837 — Алджернон Чарлз Свінберн, англійський поет.
- 1869 — Альбер Руссель, французький композитор першої третини XX століття.
- 1882 — В'ячеслав Липинський, теоретик українського монархізму XX століття.
- 1908 — Герберт фон Караян, австрійський диригент.
- 1920 — Артур Гейлі, канадський письменник.
- 1942 — Пітер Гріневей, британський кінорежисер, письменник, сценарист і художник.
- 1950 — Агнета Фельтскуг, шведська співачка, солістка гурту ABBA.
- 1956 — Олександр Бушков, російський письменник, працює в жанрах детективу та фентезі, автор публіцистики на історичну тематику.
- 1975 — Сергій Климентьєв, український хокеїст.
- 1993 — Фарес Неаль Аль Шамі, офіцер Збройних сил України. Учасник російсько-української війни. Герой України.
- 1994 — Матеуш Бенек, польський волейболіст.

## Померли

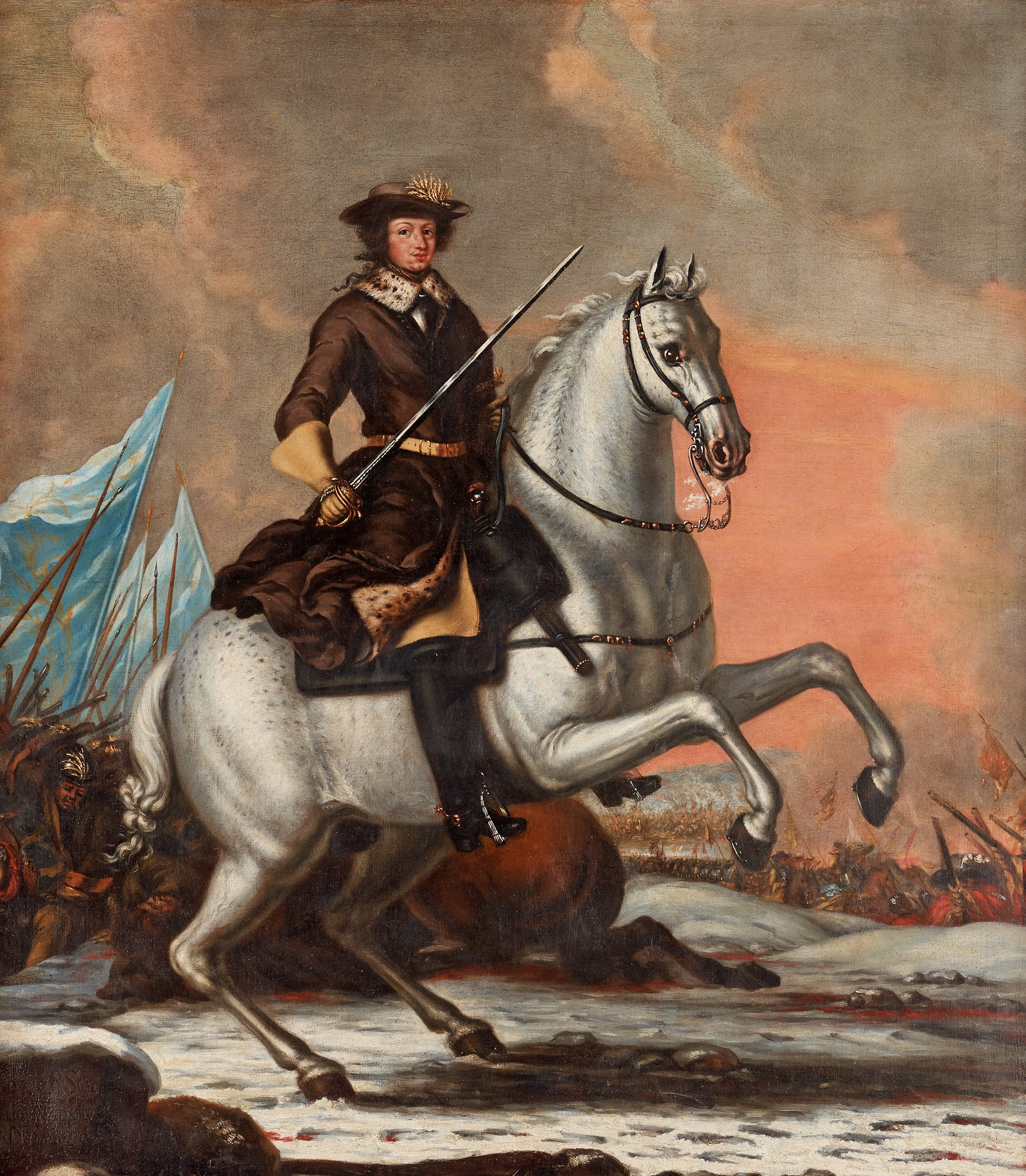
Карл XI

Дивись також Категорія:Померли 5 квітня
- 1617 — Алонсо Лобо, іспанський композитор епохи Відродження.
- 1656 — Владислав Домінік Заславський, волинський князь, 2-й Острозький ординат.
- 1697 — Карл XI (нар. 24 листопада 1655), король Швеції.
- 1723 — Йоган Бернгард Фішер фон Ерлах, австрійський архітектор і скульптор доби бароко.
- 1794 — Жорж Жак Дантон, французький політик, один з батьків-засновників Першої французької республіки.
- 1887 — Іван Крамськой, художник-передвижник українського походження, майстер жанрового і портретного живопису, теоретик образотворчого мистецтва.
- 1923 — Джордж Карнарвон, британський єгиптолог; керівник експедиції, в ході якої Говард Картер знайшов гробницю Тутанхамона.
- 1963 — Мар'ян Крушельницький, режисер, актор, народний артист, професор, один із фундаторів українського театру.
- 1964 — Дуглас Макартур, американський воєначальник.
- 1967 — Ельман Михайло Саулович, всесвітньо відомий український і американський скрипаль-віртуоз.
- 1968 — Лайош Чордаш, угорський футболіст, тренер. Олімпійський чемпіон Гельсінкі.
- 1975 — Чан Кайші, китайський військовий і політичний діяч, президент Китайської Республіки.
- 1994 — Курт Кобейн, 27-річний популярний американський рок-музикант групи Nirvana.
- 1995 — Еміліо Греко, італійський скульптор і графік.
- 1997 — Аллен Гінзберг, культовий американський поет, один з основоположників рухів бітників і хіпі.
- 1998 — Козі Павелл, британський барабанщик.
- 2002 — Лейн Стейнлі, вокаліст і один із засновників американської рок-групи Alice in Chains.
- 2007 — Марк Сент-Джон, американський гітарист. Учасник групи «Kiss».
- 2008 — Чарлтон Гестон, американський актор. Лауреат премії «Оскар».
- 2011 — Барух Бламберг, американський лікар і вчений, лауреат Нобелівської премії з фізіології та медицини 1976 року.
- 2025 — Паша Технік,        російський хіп-хоп-виконавець

## Інше
- 1856 — сонячне затемнення, спостерігалося у Брисбені.